# HTTP Strict Transport Security
HTTP Strict Transport Security (HSTS) is een beveiligingsmechanisme nodig om HTTPS-websites te beschermen tegen zogenaamde downgrade-aanvallen. Het vereenvoudigt ook de bescherming tegen cookie hijacking. Het laat toe dat webservers vereisen dat webbrowsers alleen beveiligde HTTPS-verbindingen kunnen gebruiken, en nooit het onveilige HTTP-protocol. HSTS is een standaard protocol van het IETF en werd vastgelegd in RFC 6797.
Het HSTS-beleid wordt door de server doorgegeven via een HTTP-responseheader-veld genaamd "Strict-Transport-Security". Het beleid legt een tijdsperiode vast gedurende welke de browser toegang krijgt.

## Browserondersteuning
- Chromium en Google Chrome vanaf versie 4.0.211.0[3][4]
- Firefox vanaf versie 4;[5] vanaf Firefox 17 houdt Mozilla een lijst bij van websites die HSTS ondersteunen.
- Opera vanaf versie 12[6]
- Safari vanaf versie OS X Mavericks[7]
- Edge en Internet Explorer 11 onder Windows 10 ondersteunen HSTS.[8][9]